# بورويل باسيت
بورويل باسيت (بالإنجليزية: Burwell Bassett)‏ (و. 1764 – 1841 م) هو سياسي من الولايات المتحدة الأمريكية ولد في مقاطعة نيوكينت.
وهو عضو في الحزب الديمقراطي الأمريكي .